# 准许
《准许》（英語：Permission）是一部由布赖恩·克拉诺创作编导的2017年美国爱情片。影片主人公威尔（丹·史蒂文斯）准备向女友安娜（丽贝卡·豪尔）求婚，但是她哥哥（大卫·约瑟夫·克雷格）的伴侣（摩根·斯佩克特）建议他们在安定下来之前，与其他男人“测试约会”。 

## 演员
- 丽贝卡·豪尔饰演安娜，威尔的女朋友
- 丹·史蒂文斯饰演威尔，安娜的男朋友
- 大卫·约瑟夫·克雷格，饰演黑尔，安娜的哥哥、里斯的男朋友
- 摩根·斯佩克特饰演里斯，黑尔的男朋友、威尔的同事
- 吉娜·格森，饰演莉迪雅
- 杰森·苏戴西斯，饰演格伦
- 布里奇特·埃弗雷特，饰演查理
- 弗朗索瓦·阿诺德，饰演丹
- 劳尔·卡斯蒂略，饰演赫伦
- 莎拉·斯蒂勒，饰演史蒂夫
- 米歇尔·赫斯特，饰演贝内特

## 发行
这部电影在翠贝卡电影节首映，受到好评。该片于2018年2月9日在美国上映。

## 评价
在汇总媒体网站烂番茄上，该片的支持率为68%，平均评分为6.2/10。 在Metacritic上，这部电影的加权平均得分为62分，表示「普遍好评」。